# Cohors II Cantabrorum
La Cohors II Cantabrorum fue una unidad de infantería auxiliar del ejército romano del tipo Cohors quinquagenaria peditata.

## Historia
Fue reclutada en la provincia Hispania Citerior Tarraconensis de entre los cantabri, uno de los pueblos que más ferozmente se habían opuesto a la conquista romana, especialmente durante las guerras cántabras de Augusto. La fecha de reclutamiento es desconocida, pero posiblemente fue bajo el imperio de Nerón, con ocasión de las campañas orientales de Cneo Domicio Corbulón.

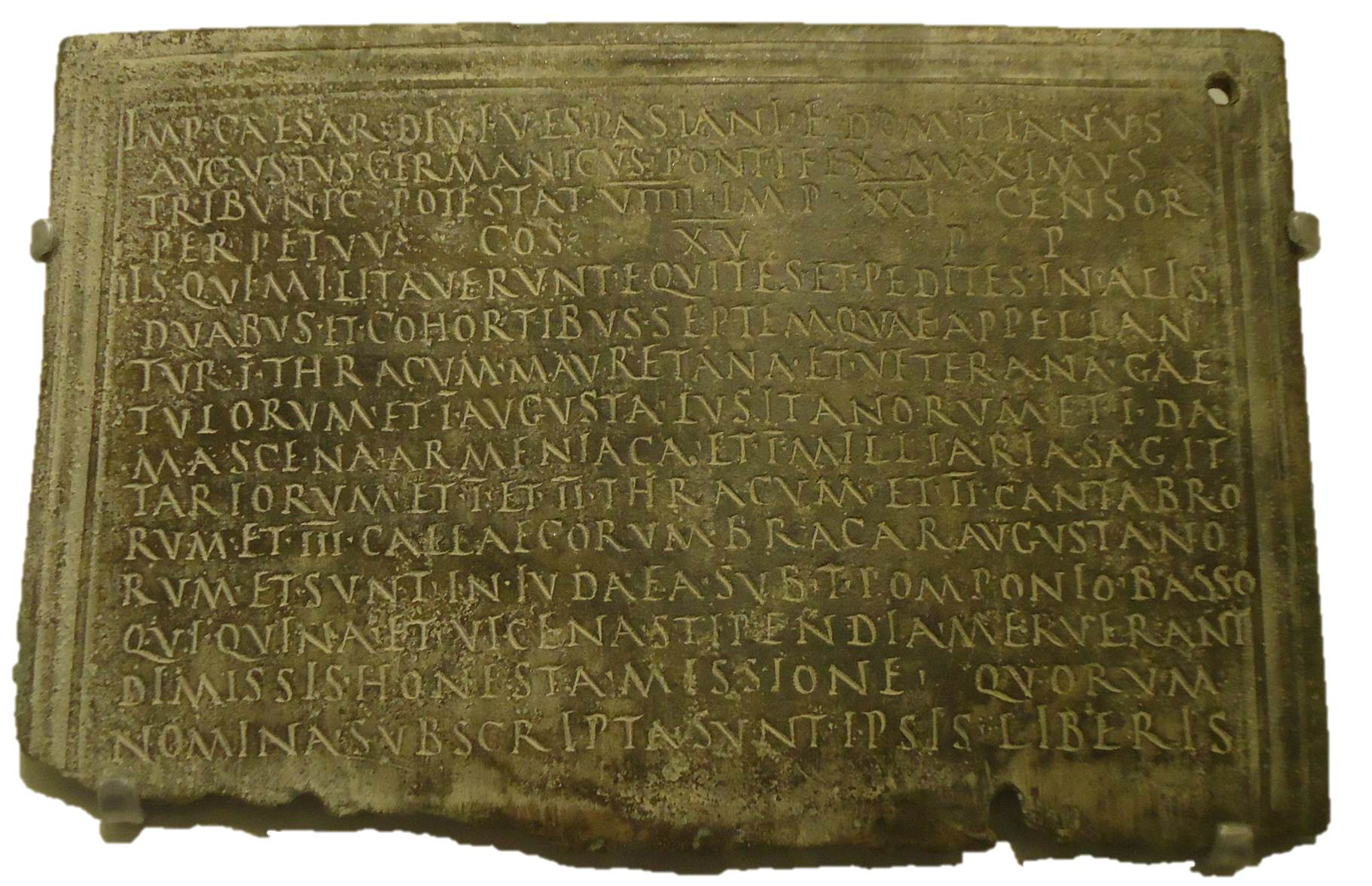
Diploma miliar romano de época de Domiciano de 90 (AE 2003, 2062 = RMD V, 332) en el que se menciona la Cohors II Cantabrorum como parte de la guarnición de Judea.

La unidad fue destinada a Siria o Capadocia y participó en la primera guerra judeo-romana bajo la dirección de Vespasiano y Tito, siendo acuartelada en la provincia de Judea, donde aparece atestiguada en los diplomata militaris CIL XVII 33 de 13 de mayo de 86, AE 2005, 731 también de 86, ZPE 170, 2009 pp. 201-206 de 87 y RMD V, 332 de 90, todos bajo Domiciano. 
No existen testimonios posteriores a la última fecha de esta unidad, por lo que debió desaparecer en alguna acción de combate desconocida.